# Brett Cecil
Brett Aarion Cecil (Dunkirk, 2 luglio 1986) è un giocatore di baseball statunitense.

## Carriera

### Minor League
Cecil è nato a Dunkirk nello stato del Maryland. Frequentò la DeMatha High School di Hyattsville e successivamente l'Università del Maryland con sede a College Park, prima di iniziare la sua carriera professionistica nel 2007, dopo essere stato selezionato nel primo turno, come 38ª scelta assoluta del Draft MLB, dai Toronto Blue Jays. Cominciò l'anno stesso come lanciatore partente in classe A-breve. Iniziò la stagione 2008 in classe A-avanzata e durante la stagione venne promosso in classe Doppia-A e poi in Tripla-A. Iniziò la stagione 2009 in Tripla-A.

### Major League
Cecil debuttò nella MLB il 5 maggio 2009 come lanciatore partente, al Rogers Centre di Toronto contro i Cleveland Indians. Lanciando per sei inning, concesse un punto e sei valide. Nella sua partita successiva da partente, il 10 maggio contro gli Athletics, Cecil lanciò per otto inning senza concedere punti alla squadra avversaria, ottenendo la sua prima vittoria nella MLB. Concluse la sua stagione d'esordio con 18 partite disputate in Major League, a fronte delle 9 giocate nella Tripla-A della Minor League Baseball.
Nel 2012 giocò 12 partite subentrando al lanciatore partente e solamente 9 come tale. Nel 2013, divenne lanciatore di rilievo permanentemente. Nello stesso anno, Cecil venne convocato per la prima volta all'All-Star Game.
Al termine della stagione 2016 divenne free agent. Il 21 novembre, Cecil firmò con i St. Louis Cardinals un contratto di quattro anni del valore complessivo di 30.5 milioni di dollari.
Iniziò la stagione 2018 l'11 maggio a causa di un infortunio. Il 27 luglio venne nuovamente inserito nella lista degli infortunati. Venne riattivato dalla squadra il 15 agosto. Cominciò la stagione 2019, come l'anno precedente, nella lista degli infortunati. Il 29 marzo venne inserito tra gli infortunati per 60 giorni. Venne svincolato dalla franchigia il 22 luglio 2020.

## Nazionale
Brett Cecil venne convocato dalla nazionale statunitense per il World Baseball Classic 2017; dove gli Stati Uniti trionfarono, guadagnandosi la medaglia d'oro.

## Palmarès

### Individuale
- MLB All-Star: 1

2013

### Nazionale
- World Baseball Classic:  Medaglia d'Oro

Team USA: 2017